# Ottapparai
Ottapparai è una suddivisione dell'India, classificata come census town, di 9.216 abitanti, situata nel distretto di Erode, nello stato federato del Tamil Nadu. In base al numero di abitanti la città rientra nella classe V (da 5.000 a 9.999 persone).

## Geografia fisica
La città è situata a 11° 11' 37 N e 77° 35' 47 E.

## Società

### Evoluzione demografica
Al censimento del 2001 la popolazione di Ottapparai assommava a 9.216 persone, delle quali 4.653 maschi e 4.563 femmine. I bambini di età inferiore o uguale ai sei anni assommavano a 838, dei quali 426 maschi e 412 femmine. Infine, coloro che erano in grado di saper almeno leggere e scrivere erano 5.614, dei quali 3.324 maschi e 2.290 femmine.